# Parc Botanique et Zoologique de Tsimbazaza

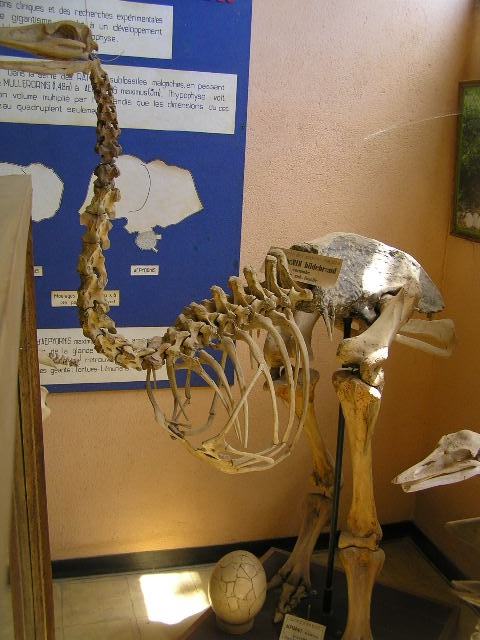
Een opgezette olifantsvogel

Parc Botanique et Zoologique de Tsimbazaza is gelegen in Antananarivo, de hoofdstad van Madagaskar.
De dierentuin is opgericht in november 1989 en bestaat uit een museum, met opgezette inheemse dieren en fossielen van uitgestorven inheemse dieren, en de dierentuin zelf. De collectie van de dierentuin bestaat voornamelijk uit de dieren die in Madagaskar voorkomen, in het bijzonder verschillende soorten lemuren.
- Library of Congress Control Number: no96027123
- Système universitaire de documentation: 153804513
- Virtual International Authority File: 158575479